# Ribaudequin
 (septembre 2024).
Si vous disposez d'ouvrages ou d'articles de référence ou si vous connaissez des sites web de qualité traitant du thème abordé ici, merci de compléter l'article en donnant les références utiles à sa vérifiabilité et en les liant à la section « Notes et références ».

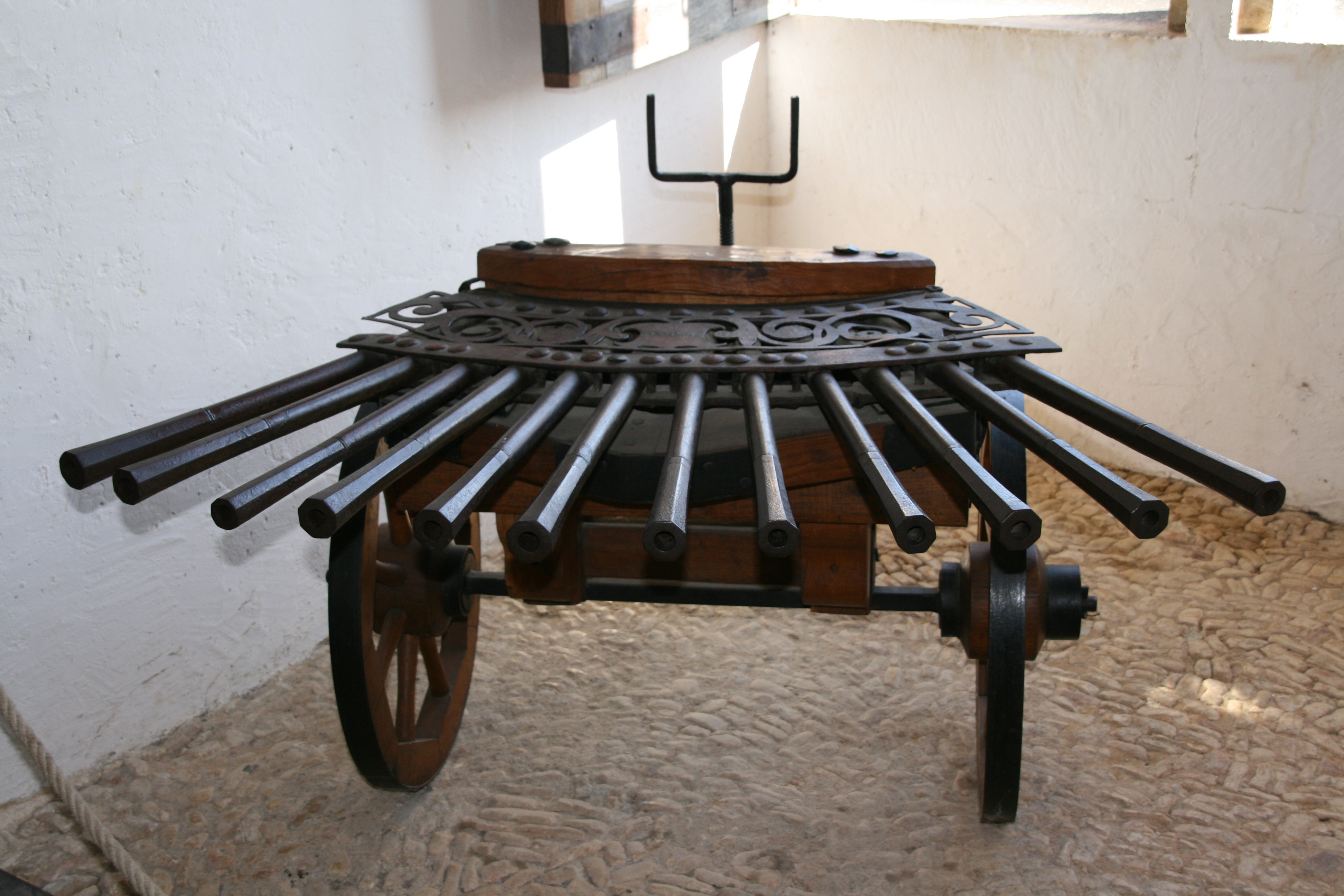
Ribaudequin reconstitué à partir d'un dessin de Léonard de Vinci.

Un ribaudequin est une pièce d'artillerie des XIVe et XVe siècles sur affût, composée d'un groupe de canons de petit calibre, montés sur un même axe horizontal et mis à feu simultanément.

## Utilisation
Le premier ribaudequin connu fut utilisé pendant la guerre de Cent Ans par les troupes d'Édouard III d'Angleterre en 1339 en France. L'arme possédait douze tubes et tirait des salves de douze projectiles.
Une autre version à neuf canons semble avoir été employée par les États de la péninsule italienne[réf. nécessaire].
Plus tard, les ribaudequins furent utilisés pendant la guerre des Deux-Roses : durant la seconde bataille de St Albans, les troupes bourguignonnes sous le contrôle des yorkistes utilisèrent l'arme contre les troupes de lancastres menées par Marguerite d'Anjou.
L'armée suisse fut aussi connue pour employer de tels engins, notamment à la bataille de Sempach en 1386.
En Europe de l'Est, une version plus lourde de l'arme a été utilisée par Étienne III de Moldavie en 1475, comme attesté dans les textes de Marcin Bielski.

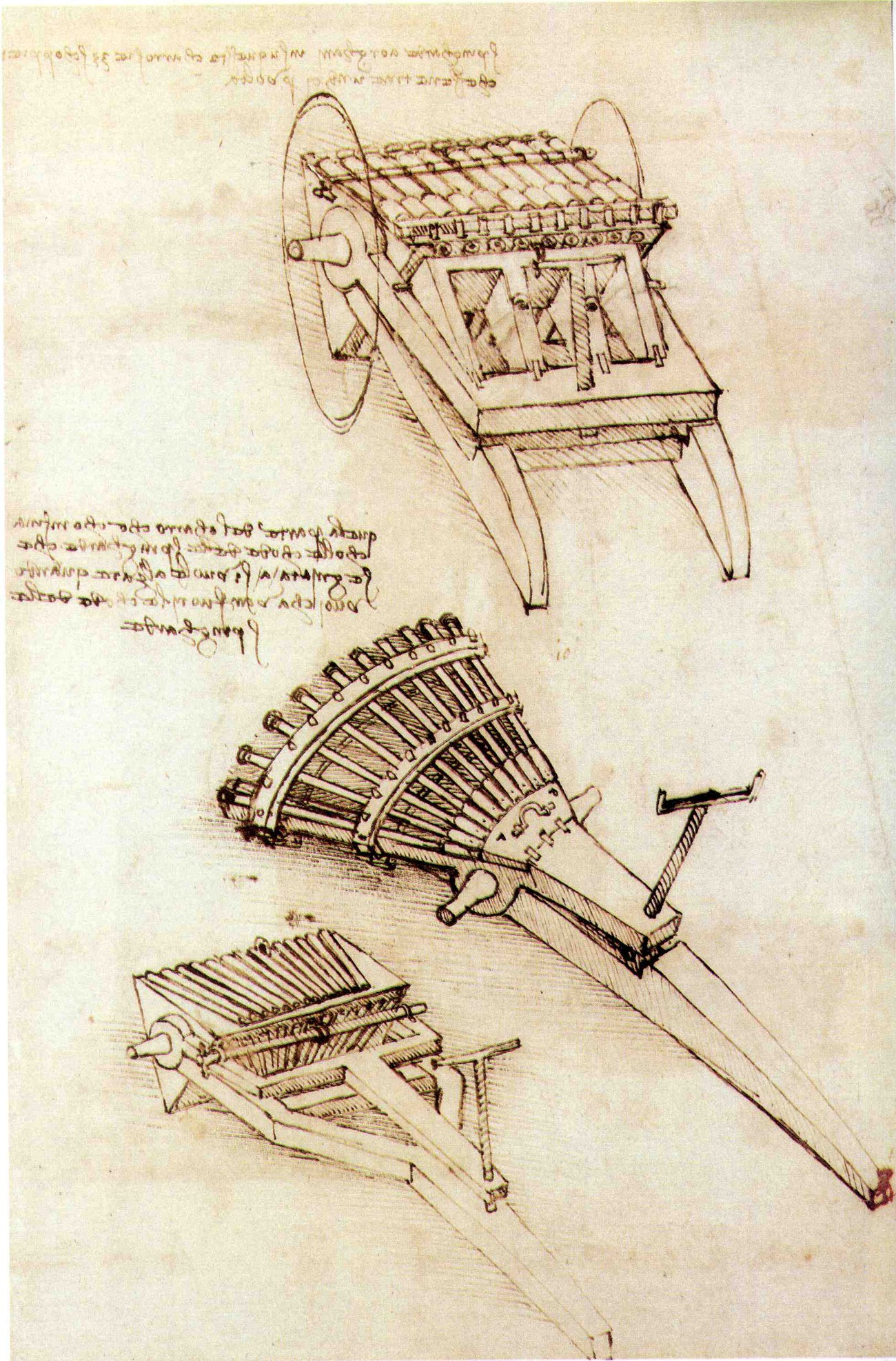
Dessin d’un ribaudequin par Léonard de Vinci.